# Scrobipalpa
Scrobipalpa är ett släkte av fjärilar som beskrevs av Antonius Johannes Theodorus Janse 1951. Scrobipalpa ingår i familjen stävmalar.

## Dottertaxa tillScrobipalpa, i alfabetisk ordning[1][2]
- Scrobipalpa abai
- Tistelsmåstävmal, Scrobipalpa acuminatella
- Scrobipalpa aganophthalma
- Scrobipalpa ahasver
- Scrobipalpa albofusca
- Scrobipalpa albostriata
- Scrobipalpa algeriensis
- Scrobipalpa altajica
- Scrobipalpa amseli
- Scrobipalpa anatolica
- Scrobipalpa ancillella
- Scrobipalpa aptatella
- Scrobipalpa arborealis
- Scrobipalpa arenbergeri
- Scrobipalpa argentea
- Scrobipalpa argenteonigra
- Scrobipalpa arogantella
- Ljusryggad småstävmal, Scrobipalpa artemisiella
- Scrobipalpa asiri
- Scrobipalpa atriplex
- Svart småstävmal, Scrobipalpa atriplicella
- Scrobipalpa audax
- Scrobipalpa autonoma
- Scrobipalpa avetjanae
- Scrobipalpa bahai
- Scrobipalpa bahrainica
- Scrobipalpa bandiamiri
- Scrobipalpa bazae
- Scrobipalpa bertramella
- Scrobipalpa bifasciata
- Scrobipalpa bigoti
- Scrobipalpa biljurshi
- Scrobipalpa bipunctella
- Scrobipalpa biskrae
- Scrobipalpa blapsigona
- Scrobipalpa bletrias
- Scrobipalpa brackenridgella
- Scrobipalpa bradleyi
- Scrobipalpa brandti
- Scrobipalpa brunhildae
- Lavsmåstävmal, Scrobipalpa bryophiloides
- Scrobipalpa bulganensis
- Scrobipalpa burmanni
- Scrobipalpa calaritanella
- Scrobipalpa caliacrae
- Scrobipalpa caryocoloides
- Scrobipalpa chenopodiella
- Scrobipalpa chersophila
- Scrobipalpa chetitica
- Scrobipalpa chinensis
- Scrobipalpa chrysanthemella
- Scrobipalpa cirsiella
- Scrobipalpa clarella
- Kustsmåstävmal, Scrobipalpa clintoni
- Scrobipalpa coctans
- Scrobipalpa colasta
- Scrobipalpa concerna
- Scrobipalpa concreta
- Scrobipalpa confusa
- Scrobipalpa consueta
- Scrobipalpa corsicanum
- Fläcksmåstävmal, Scrobipalpa costella
- Scrobipalpa costimacula
- Scrobipalpa cryptica
- Scrobipalpa cultrata
- Scrobipalpa dagmaris
- Scrobipalpa dalibori
- Scrobipalpa delattini
- Scrobipalpa deleta
- Scrobipalpa deluccae
- Scrobipalpa desertella
- Scrobipalpa detersella
- Scrobipalpa detersipunctella
- Scrobipalpa disjectella
- Scrobipalpa divisella
- Scrobipalpa drahomirae
- Scrobipalpa ebertiana
- Scrobipalpa echo
- Scrobipalpa ephysteroides
- Scrobipalpa eremaula
- Scrobipalpa eremica
- Scrobipalpa ergasima
- Scrobipalpa erichi
- Scrobipalpa eschatopis
- Scrobipalpa excelsa
- Scrobipalpa extensa
- Scrobipalpa falsa
- Scrobipalpa felixi
- Scrobipalpa feralella
- Scrobipalpa filia
- Scrobipalpa flavidorsella
- Scrobipalpa forsteri
- Scrobipalpa fraterna
- Scrobipalpa frugifera
- Scrobipalpa furva
- Scrobipalpa fuscella
- Scrobipalpa gallicella
- Scrobipalpa gallincolella
- Scrobipalpa gecko
- Scrobipalpa geomicta
- Scrobipalpa glaserorum
- Scrobipalpa gobica
- Scrobipalpa gozmanyi
- Scrobipalpa gracilella
- Scrobipalpa gregori
- Scrobipalpa grisea
- Scrobipalpa griseofusella
- Scrobipalpa grossa
- Scrobipalpa guttata
- Scrobipalpa halonella
- Scrobipalpa halophila
- Scrobipalpa halymella
- Scrobipalpa halymiphaga
- Scrobipalpa hannemanni
- Scrobipalpa hartigi
- Scrobipalpa heliopa
- Scrobipalpa helmuti
- Scrobipalpa heratella
- Scrobipalpa heretica
- Scrobipalpa horticolella
- Scrobipalpa hospes
- Scrobipalpa hungariae
- Scrobipalpa hyoscyamella
- Scrobipalpa hypothetica
- Scrobipalpa ignotum
- Scrobipalpa incola
- Scrobipalpa indignella
- Scrobipalpa inferna
- Scrobipalpa ingloriella
- Marsksmåstävmal, Scrobipalpa instabilella
- Scrobipalpa intestina
- Scrobipalpa intricata
- Scrobipalpa japonica
- Scrobipalpa karischi
- Scrobipalpa kasyi
- Scrobipalpa kasyvartianella
- Scrobipalpa kaszabi
- Scrobipalpa keredjensis
- Scrobipalpa kizilkumica
- Scrobipalpa klimeschi
- Scrobipalpa kumatai
- Scrobipalpa kurukoi
- Scrobipalpa lagodes
- Scrobipalpa lagunella
- Scrobipalpa laisinca
- Scrobipalpa leroyella
- Scrobipalpa leucocephala
- Scrobipalpa libanonica
- Scrobipalpa linella
- Scrobipalpa luridella
- Scrobipalpa lutea
- Scrobipalpa lyciella
- Scrobipalpa mabillei
- Scrobipalpa macromaculata
- Scrobipalpa magnificella
- Scrobipalpa mahunkai
- Scrobipalpa manchurica
- Scrobipalpa manhunkai
- Scrobipalpa maniaca
- Scrobipalpa mariae
- Scrobipalpa marina
- Scrobipalpa marmorella
- Scrobipalpa melanella
- Scrobipalpa meteorica
- Scrobipalpa meyricki
- Scrobipalpa micrella
- Scrobipalpa mignatella
- Scrobipalpa milleri
- Scrobipalpa minimella
- Scrobipalpa mirabile
- Scrobipalpa miscitatella
- Scrobipalpa moghrebanella
- Scrobipalpa mongolensis
- Scrobipalpa mongolica
- Scrobipalpa mongoloides
- Scrobipalpa monochromella
- Scrobipalpa montafghana
- Scrobipalpa montanella
- Scrobipalpa monumentella
- Kattfotssmåstävmal Scrobipalpa murinella
- Scrobipalpa nana
- Scrobipalpa nigripalpella
- Scrobipalpa nigrosparsea
- Saltmållesmåstävmal, Scrobipalpa nitentella
- Scrobipalpa niveifacies
- Scrobipalpa nomias
- Scrobipalpa nonyma
- Scrobipalpa oasis
- Scrobipalpa obrteliana
- Scrobipalpa obscurior
- Scrobipalpa obscurus
- Ljusgrå småstävmal, Scrobipalpa obsoletella
- Scrobipalpa obtemperata
- Ögonsmåstävmal, Scrobipalpa ocellatella
- Scrobipalpa ochraceella
- Scrobipalpa ochromaculata
- Scrobipalpa ocyphanes
- Scrobipalpa omachella
- Scrobipalpa opificella
- Scrobipalpa optima
- Scrobipalpa oreocyrniella
- Scrobipalpa orientale
- Scrobipalpa orientalis
- Scrobipalpa otregata
- Scrobipalpa pallidella
- Scrobipalpa paniculatella
- Scrobipalpa panjaensis
- Scrobipalpa parvipulex
- Kärrtistelssmåstävmal, Scrobipalpa pauperella
- Scrobipalpa pendens
- Scrobipalpa perdita
- Scrobipalpa perinii
- Scrobipalpa perinoides
- Scrobipalpa pervada
- Scrobipalpa petrinodes
- Scrobipalpa phagnalella
- Scrobipalpa phelotris
- Scrobipalpa philolycii
- Scrobipalpa picta
- Scrobipalpa pictula
- Scrobipalpa planodes
- Scrobipalpa plantaginella
- Scrobipalpa plesiopicta
- Scrobipalpa porcella
- Scrobipalpa portosanctana
- Scrobipalpa povolnyi
- Malörtssmåstävmal, Scrobipalpa proclivella
- Scrobipalpa pseudobsoletellum
- Scrobipalpa pseudolutea
- Scrobipalpa pulchra
- Scrobipalpa pulliginella
- Scrobipalpa puplesisi
- Scrobipalpa pustovarovi
- Scrobipalpa pyrrhanthes
- Scrobipalpa rebeli
- Scrobipalpa rebeliella
- Klippsmåstävmal, Scrobipalpa reiprichi
- Scrobipalpa reisseri
- Scrobipalpa remanella
- Scrobipalpa remota
- Scrobipalpa rezniki
- Scrobipalpa richteri
- Scrobipalpa rjabovi
- Scrobipalpa roseella
- Glasörtssmåstävmal, Scrobipalpa salicorniae
- Scrobipalpa salinella
- Scrobipalpa salsolella
- Scrobipalpa saltenella
- Gulkämpesmåstävmal, Scrobipalpa samadensis
- Scrobipalpa sattleri
- Scrobipalpa scrobipalpulina
- Scrobipalpa scutellariaeella
- Scrobipalpa selectella
- Scrobipalpa seminella
- Scrobipalpa semnani
- Scrobipalpa similis
- Scrobipalpa sindibad
- Scrobipalpa sinevi
- Scrobipalpa smithi
- Scrobipalpa soffneri
- Scrobipalpa solitaria
- Scrobipalpa spergulariella
- Scrobipalpa spinosa
- Scrobipalpa splendens
- Scrobipalpa stabilis
- Scrobipalpa staehelinella
- Sältingssmåstävmal, Scrobipalpa stangei
- Scrobipalpa suaedella
- Scrobipalpa suaedicola
- Scrobipalpa suaedivorella
- Scrobipalpa suasella
- Scrobipalpa submagnificella
- Scrobipalpa submissella
- Scrobipalpa subnitens
- Scrobipalpa subroseata
- Scrobipalpa substricta
- Scrobipalpa superstes
- Scrobipalpa synurella
- Scrobipalpa syriaca
- Scrobipalpa testacella
- Scrobipalpa thymelaeae
- Scrobipalpa tineiformis
- Scrobipalpa traganella
- Scrobipalpa trebujenae
- Scrobipalpa tridentella
- Scrobipalpa triloba
- Scrobipalpa trinella
- Scrobipalpa tristrigata
- Scrobipalpa trochilella
- Scrobipalpa trychnophylla
- Scrobipalpa tunesica
- Scrobipalpa turkmenica
- Scrobipalpa turkmeniella
- Scrobipalpa ultima
- Scrobipalpa uralensis
- Scrobipalpa usingeri
- Scrobipalpa ustulatella
- Scrobipalpa vaccans
- Scrobipalpa walsinghami
- Scrobipalpa vartianorum
- Scrobipalpa vasconiella
- Scrobipalpa vicaria
- Scrobipalpa viettei
- Scrobipalpa wiltshirei
- Scrobipalpa vladimiri
- Scrobipalpa voltinella
- Scrobipalpa voltinelloides
- Scrobipalpa xerophylla
- Scrobipalpa xylochroa
- Scrobipalpa zagulajevi
- Scrobipalpa zaitzevi
- Scrobipalpa zernyella
- Scrobipalpa zimmermanni
- Scrobipalpa zizera
- Scrobipalpa zouhari

## Bildgalleri

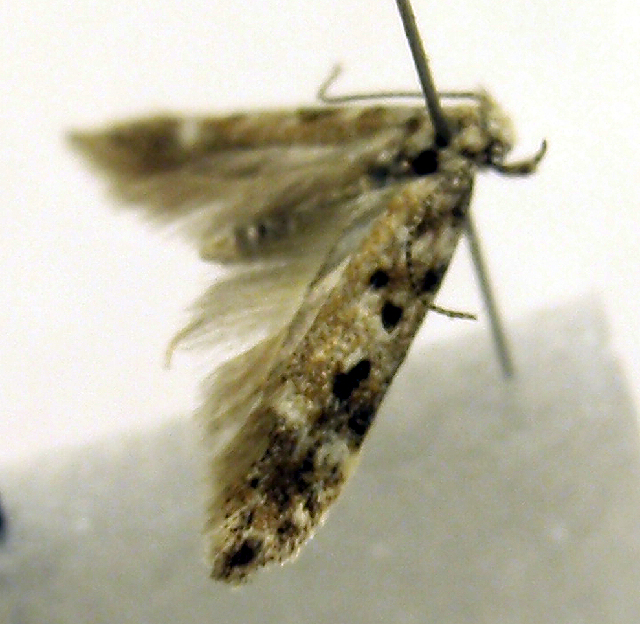
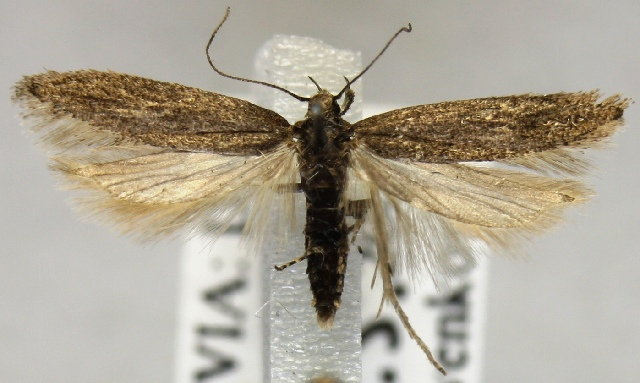
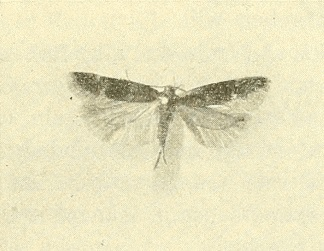
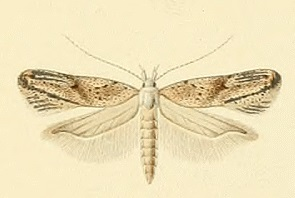